# Szuwar oczeretowy
Szuwar oczeretowy, zespół oczeretu jeziornego (Scirpetum lacustris) – zespół roślinności słodkowodnej budowany głównie przez oczeret jeziorny.

## Charakterystyka
Szuwar zajmujący stosunkowo głębokie wody stojące lub wolno płynące – od starorzeczy po strefę litoralną jezior. Wymaga wód stosunkowo żyznych (jeziora eutroficzne). Zwykle na podłożu mineralnym (żwiry, piaski), rzadko na gytii. Zwykle jest najdalej w głąb toni wodnej wysuniętym pasem szuwarów, choć rzadko na głębokości większej niż 2 m. W sukcesji wypiera zbiorowiska elodeid i nymfeidów. Płaty często pokrywają duże powierzchnie.
Występowanie
W Polsce pospolity na terenie całego kraju.
Charakterystyczna kombinacja gatunków
ChAss. : oczeret jeziorny (Schoenoplectus lacustris).
ChAll. : tatarak zwyczajny (Acorus calamus), sitowiec nadmorski (Bulboschoenus maritimus), łączeń baldaszkowy (Butomus umbellatus), kropidło wodne (Oenanthe aquatica), rzepicha ziemnowodna (Rorippa amphibia), strzałka wodna (Sagittaria sagittifolia), oczeret jeziorny (Schoenoplectus lacustris), jeżogłówka pojedyncza (Sparganium emersum), jeżogłówka gałęzista (Sparganium erectum).
ChCl. : żabieniec babka wodna (Alisma plantago-aquatica), ponikło błotne (Eleocharis palustris), skrzyp bagienny (Equisetum fluviatile), manna mielec (Glyceria maxima), trzcina pospolita (Phragmites australis), szczaw lancetowaty (Rumex hydrolapathum), oczeret Tabernemontana (Schoenoplectus tabernaemontani), marek szerokolistny (Sium latifolium), pałka szerokolistna (Typha latifolia).
Typowe gatunki
Charakterystyczna kombinacja gatunków zbiorowiska ma znaczenie dla diagnostyki syntaksonomicznej, jednak nie wszystkie składające się na nią gatunki występują często. Dominantem jest oczeret jeziorny. Inne częściej występujące gatunki to: trzcina pospolita, skrzyp bagienny, jeżogłówka gałęzista, manna mielec, grzybienie białe, grążel żółty, rdestnica połyskująca, rdestnica pływająca i rzęsa drobna.